# Sottomissione di Shikoku (1585)
La sottomissione di Shikoku (四国平定?, Shikoku heitei) avvenne nel 1585 quando Toyotomi Hideyoshi decise di sottomettere la più piccola isola del Giappone, Shikoku, che era governata da Chōsokabe Motochika.
La sottomissione dell'isola fu inizialmente psicologica. Hideyoshi fece circolare la voce sull'isola dalle sue spie che un'invasione era imminente così l'allarmato Motochika inviò a Osaka dei messaggeri per capire la verità. Questi messaggeri tornarono con una proposta. Motochika doveva arrendersi e sottomettersi ai Toyotomi, che in cambio gli avrebbe lasciato governare la provincia di Tosa. Motochika, che aveva impiegato circa 25 anni per sottomettere l'intera isola, rifiutò sdegnato. Quindi le armate iniziarono a muoversi.
Durante l'invasione le forze di Hideyoshi furono divise in tre armate. La prima, guidata da Hashiba Hidenaga e Hashiba Hidetsugu, consistente di 60 000 uomini e assaltò le province di Awa e Tosa avvicinandosi attraverso l'isola di Akashi. La seconda armata guidata da Ukita Hideie era composta di 23 000 uomini e si diresse contro la provincia di Sanuki. La terza armata di 30 000 uomini guidati da Mōri Terumoto, Kobayakawa Takakage e Kikkawa Motonaga sbarcarono sulla provincia di Iyo. In totale ci vollero 600 grandi navi e 103 più piccole per trasportare l'esercito di Hideyoshi a Shikoku.
Nonostante le enormi dimensioni dell'esercito di Hideyoshi e i suggerimenti dei suoi consiglieri, Motochika scelse di combattere per difendere i suoi territori. Le battaglie culminarono nell'assedio del castello di Ichinomiya, che durò per 26 giorni. Motochika fece un timido tentativo di liberare il suo castello dall'assedio, ma alla fine mediò con Hideyoshi la sua resa. Le condizioni restarono generose per Motochika a cui fu permesso di mantenere la provincia di Tosa, mentre il resto di Shikoku venne diviso tra i generali di Hideyoshi.